# Есперанс Спортив (Тунис)
„Есперанс Спортив дьо Тунис“ (на арабски: الترجي الرياضي التونسي; на френски: Espérance sportive de Tunis) – тунисски футболен клуб от столицата Тунис. Познат още като ЕСТ, ЕС Тунис, Есперанс СТ, Есперанс дьо Тунис или просто Есперанс. Състезава се в Лига 1 на Тунис. Основан на 15 януари 1919 година. Домакинските си мачве играе на стадион „Ел-Менза“, с капацитет 45 000 зрители, а така също и на стадион „Радес“ с капацитет 65 000.
Клубът развива още хандбал, волейбол, ръгби, плуване, борба, бокс и джудо.

## Успехи

### Национални
- Лига 1 на Тунис
  -  Шампион (34, рекорд): 1941/42, 1958/59, 1959/60, 1969/70, 1974/75, 1975/76, 1981/82, 1984/85, 1987/88, 1988/89, 1990/91, 1992/93, 1993/94, 1997/98, 1998/99, 1999/00, 2000/01, 2001/02, 2002/03, 2003/04, 2005/06, 2008/09, 2009/10, 2010/11, 2011/12, 2013/14, 2016/17, 2017/18, 2018/19, 2019/20, 2020/21, 2021/22, 2023/24, 2024/25
  -  Сребърен медалист (5): 1956/57, 1994/95, 1996/97, 2012/13, 2015/16
  -  Бронзов медалист (5): 1991/92, 1995/96, 2006/07, 2007/08, 2014/15
- Купа на Тунис
  -  Носител (15, рекорд): 1939, 1957, 1964, 1979, 1980, 1986, 1989, 1991, 1997, 1999, 2006, 2007, 2008, 2011, 2016
  -  Финалист (6): 1959, 1969, 1971, 1976, 2004, 2005
- Суперкупа на Тунис
  -  Носител (4): 1960, 1994, 2001, 2019

## Международни
- Африканска Купа на шампионите/Шампионска лига КАФ
  -  Носител (4): 1994, 2011, 2018, 2018/19[1]
  -  Финалист (3): 1999, 2000, 2010
- Африканска Купа на Носителите на Купи
  -  Носител (1): 1989
  -  Финалист (1): 1987
- Купа на КАФ
  -  Носител (1): 1997
- Суперкупа на КАФ
  -  Носител (1): 1995
  -  Финалист (3): 1999, 2012, 2019
- Арабска Купа на шампионите
  -  Носител (2): 1993, 2008/09
  -  Финалист (2): 1986, 1995
- Купа на шампионите на Северна Африка
  -  Финалист (1): 2009
- Купа на Носителите на Купи на Северна Африка
  -  Носител (1): 2008
- Световно клубно първенство
  - 1/4 финалист (1): 2019

## Известни играчи
- Хишам Абушеруан
- Аймен Бушхтуа
- Иссам Джемаа
- Бубакар Саного
- Жан-Жак Тизие
- Джулиус Агахова
- Харисън Аффул